# Вільне слово (газета на Тернопільщині)
Вільне слово — газета, тижневик. Виходить з грудня 1994 року.
Засновник: ТОВ «Редакція газети «Вільне слово».

## Відомості
До 1991 року газета виходила під назвою «Радянське слово», від грудня 1994 — «Вільне слово».
Від 1985 — виходить в кольорі.

### Наклад
- 1987 — 7607 (тричі на тиждень)
- 2004 — 1200
- 2018 — 3285[1].

## Редактори
- М. Голованець
- Т. Гречана
- П. Мукомел
- Я. Тупчанський
- М. Шепеленко
- Б. Сколівський
- С. Шкарабан (від жовтня 1998).